# Eupithecia gemellata
Eupithecia gemellata es una especie de polilla de la familia Geometridae. La especie fue descrita por primera vez por Gottlieb August Wilhelm Herrich-Schäffer habiendo sido descrita en 1861, con una amplia distribución en Europa. El sintipo de la especie fue descrita en el sur de Europa, en Oriente Próximo y en el Mediterráneo oriental hasta Anatolia (Turquía). Es una polilla pequeña con una envergadura de las alas de 17 milímetros (0,7 plg). Sus orugas se alimentan del arbusto Petrorhagia saxifraga. 

## Ciclo de vida
Datos de E. gemellata de Aragón (NE de España) indicaron un período de vuelo desde julio hasta finales de septiembre. Es bivoltina (o polivoltina), sin embargo, datos larvarios del Valle del Tajuna (Madrid, 600 metros (1968,5 pies) de altitud) indican una primera (y quizás única) generación tardía a partir del mes de agosto.

## Especies parecidas
Tiene gran parecido con la especie asiática Eupithecia parallelaria y la espeice mediterránea Eupithecia graphata. Se ha descrito como especie relacionada con Eupithecia gypsophilata pero como un taxón distinto. Estas especies hermanas tienen especiación alopátrica.